# Citalopram
Citalopram (łac. Citalopramum) – lek przeciwdepresyjny z grupy selektywnych inhibitorów wychwytu zwrotnego serotoniny (SSRI). Wprowadzony do światowego lecznictwa w 1989 roku przez duńską firmę farmaceutyczną H. Lundbeck pod nazwą handlową Cipramil, w postaci bromowodorku. Stosowany w leczeniu depresji – zwłaszcza w fazie początkowej i w leczeniu podtrzymującym. Jest jednym z najbardziej selektywnych leków z tej grupy. Działanie farmakologiczne preparatu ujawnia się z opóźnieniem.
Objawy niepożądane są różne, ale zazwyczaj jest ich niewiele i ustępują w trakcie kontynuacji leczenia. Może wystąpić potliwość, drżenie rąk i mdłości, które nie zawsze przechodzą. Lek ten reguluje rytm snu i czuwania – poprawia sen, jednak z początku może powodować lekką bezsenność. Może powodować wystąpienie PSSD.
W 2013 drugi co do popularności antydepresant (pod pierwszą nazwą handlową Celexa, za sertraliną pod pierwszą nazwą handlową Zoloft) i trzecie pod względem popularności lekarstwo psychiatryczne (za alprazolamem pod pierwszą nazwą handlową Xanax) na amerykańskim rynku, gdzie wypisano 39 milionów recept).

## Właściwości farmakodynamiczne
Podczas długotrwałego leczenia nie występuje tolerancja na działanie cytalopramu hamujące wychwyt 5-HT. Działanie przeciwdepresyjne jest prawdopodobnie spowodowane swoistym hamowaniem wychwytu serotoniny w neuronach mózgu. Cytalopram prawie nie wpływa na neuronalny wychwyt noradrenaliny, dopaminy i kwasu gamma-aminomasłowego. Nie wykazuje lub wykazuje bardzo słabe powinowactwo do receptorów cholinergicznych, histaminergicznych oraz różnych receptorów adrenergicznych, serotoninergicznych i dopaminergicznych. Cytalopram jest dwupierścieniową pochodną izobenzofuranu, która pod względem budowy chemicznej różni się od trój- lub czteropierścieniowych leków przeciwdepresyjnych. Główne metabolity cytalopramu są również, chociaż w mniejszym stopniu, selektywnymi inhibitorami wychwytu zwrotnego serotoniny.

## Dawkowanie
W przypadku dużych zaburzeń depresyjnych zazwyczaj stosowaną dawką citalopramu jest 20 mg podawane raz dziennie. Dawkę tę można w razie potrzeby zwiększyć do 40 mg, co stanowi maksymalną dawkę dobową.
Zaburzenia lękowe standardowo leczy się dawką 10 mg na dobę, którą po upływie tygodnia zwiększa się do 20 mg.
Ze względu na mechanizm działania przeciwdepresyjnego efekty terapeutyczne citalopramu pojawiają się dopiero po 2 - 4 tygodniach leczenia. Należy pamiętać, iż w początkowej fazie leki z grupy selektywnych inhibitorów wychwytu zwrotnego serotoniny (SSRI) mogą paradoksalnie przyczyniać się do pogorszenia stanu pacjenta; w tym okresie ryzyko samobójstwa może być podwyższone. Z tego powodu należy poddać pacjenta ścisłej obserwacji, aż do wystąpienia poprawy. Leczenie citalopramem nie może być przerwane w sposób nagły, gdyż może prowadzić do występowania objawów odstawiennych.

## Preparaty
- Aurex – Hexal
- Cilon – Sandoz GmbH
- Cipramil – H. Lundbeck – Dania (lek oryginalny)
- Citabax – Ranbaxy
- Cital – Biovena Pharma
- Citalec – Zentiva
- Citaratio – Ratiopharm GmbH
- Citaxin – Pliva Kraków
- Citronil – Orion Pharma
- Oropram – Actavis
- Pram – Gerot Lannach